# Brachiaria
Brachiaria är ett släkte av gräs. Brachiaria ingår i familjen gräs.

## Bildgalleri

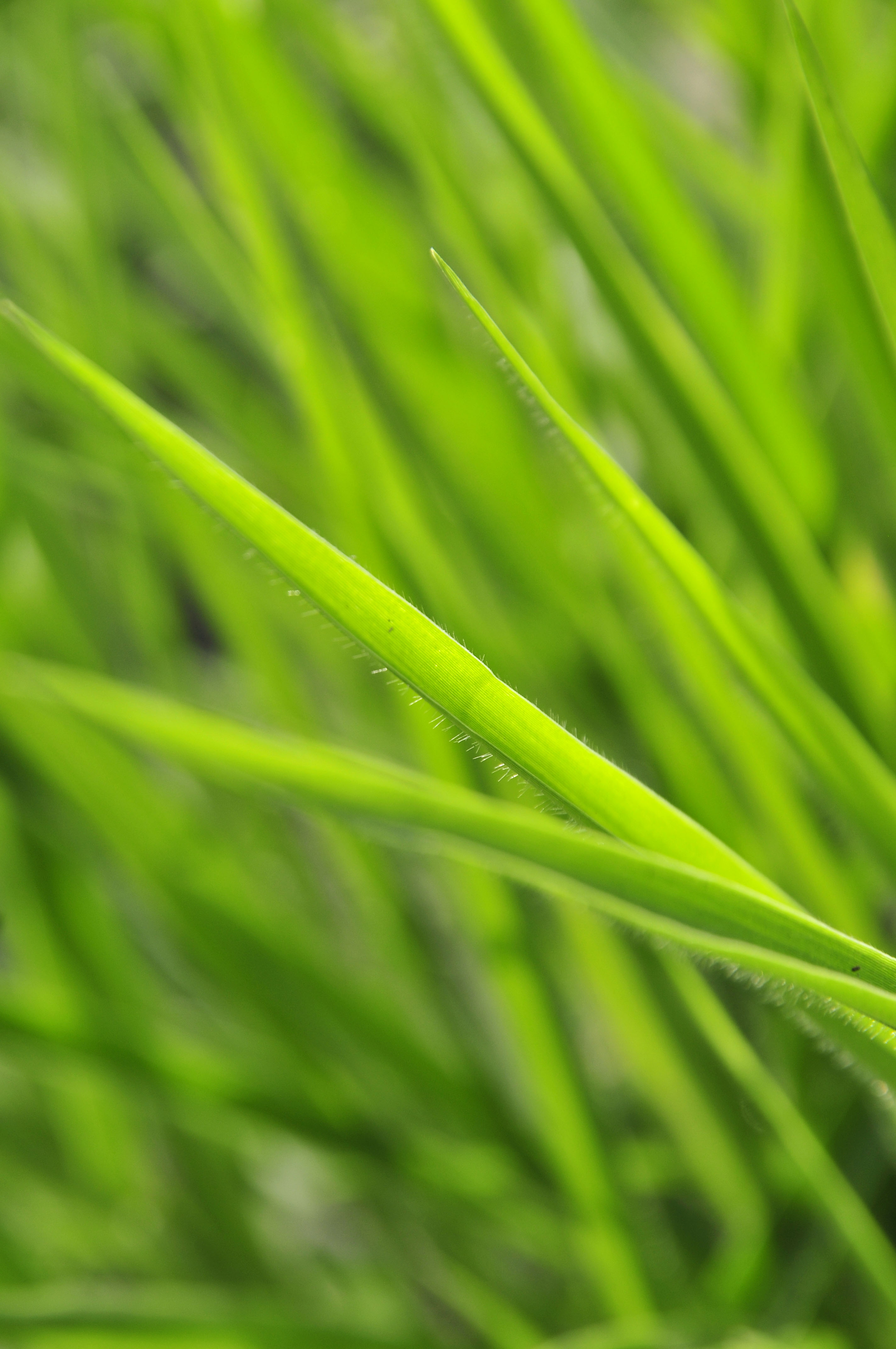
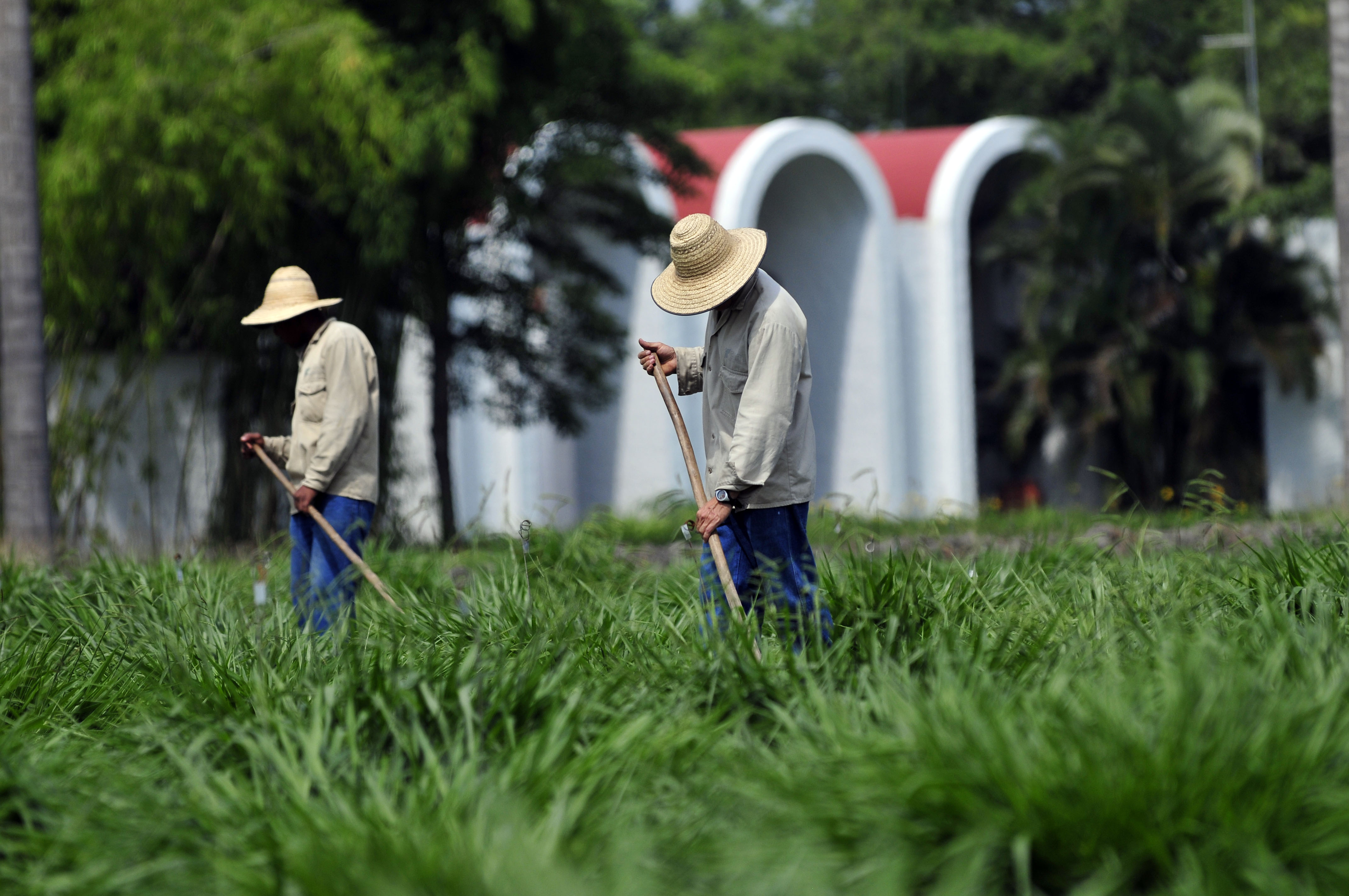

## Dottertaxa tillBrachiaria, i alfabetisk ordning[1]
- Brachiaria adspersa
- Brachiaria advena
- Brachiaria albicoma
- Brachiaria ambigens
- Brachiaria antsirabensis
- Brachiaria argentea
- Brachiaria arida
- Brachiaria arizonica
- Brachiaria arrecta
- Brachiaria atrisola
- Brachiaria bemarivensis
- Brachiaria benoistii
- Brachiaria bovonei
- Brachiaria breviglumis
- Brachiaria brevispicata
- Brachiaria brizantha
- Brachiaria burmanica
- Brachiaria capuronii
- Brachiaria chusqueoides
- Brachiaria ciliatissima
- Brachiaria clavipila
- Brachiaria comata
- Brachiaria coronifera
- Brachiaria decaryana
- Brachiaria decumbens
- Brachiaria deflexa
- Brachiaria dictyoneura
- Brachiaria dimorpha
- Brachiaria distachya
- Brachiaria distachyoides
- Brachiaria dura
- Brachiaria echinulata
- Brachiaria eminii
- Brachiaria epacridifolia
- Brachiaria eruciformis
- Brachiaria falcifera
- Brachiaria fasciculata
- Brachiaria foliosa
- Brachiaria fragrans
- Brachiaria fruticulosa
- Brachiaria fusiformis
- Brachiaria gilesii
- Brachiaria glomerata
- Brachiaria grossa
- Brachiaria holosericea
- Brachiaria humbertiana
- Brachiaria humidicola
- Brachiaria jaliscana
- Brachiaria jubata
- Brachiaria kurzii
- Brachiaria lachnantha
- Brachiaria lactea
- Brachiaria laeta
- Brachiaria lata
- Brachiaria lateritica
- Brachiaria leandriana
- Brachiaria leersioides
- Brachiaria leucacrantha
- Brachiaria lindiensis
- Brachiaria longiflora
- Brachiaria lorentziana
- Brachiaria malacodes
- Brachiaria marlothii
- Brachiaria megastachya
- Brachiaria mesocoma
- Brachiaria meziana
- Brachiaria mollis
- Brachiaria multiculma
- Brachiaria munae
- Brachiaria mutica
- Brachiaria nana
- Brachiaria nigropedata
- Brachiaria nilagirica
- Brachiaria notochthona
- Brachiaria oblita
- Brachiaria occidentalis
- Brachiaria oligobrachiata
- Brachiaria ophryodes
- Brachiaria orthostachys
- Brachiaria ovalis
- Brachiaria paucispicata
- Brachiaria perrieri
- Brachiaria piligera
- Brachiaria plantaginea
- Brachiaria platynota
- Brachiaria platyphylla
- Brachiaria polyphylla
- Brachiaria praetervisa
- Brachiaria psammophila
- Brachiaria pseudodichotoma
- Brachiaria pubescens
- Brachiaria pubigera
- Brachiaria pungipes
- Brachiaria ramosa
- Brachiaria remota
- Brachiaria reptans
- Brachiaria reticulata
- Brachiaria rugulosa
- Brachiaria ruziziensis
- Brachiaria scalaris
- Brachiaria schoenfelderi
- Brachiaria semiundulata
- Brachiaria semiverticillata
- Brachiaria serpens
- Brachiaria serrata
- Brachiaria serrifolia
- Brachiaria stefaninii
- Brachiaria stigmatisata
- Brachiaria subquadripara
- Brachiaria subrostrata
- Brachiaria subulifolia
- Brachiaria tanimbarensis
- Brachiaria texana
- Brachiaria tsiafajavonensis
- Brachiaria turbinata
- Brachiaria umbellata
- Brachiaria umbratilis
- Brachiaria urocoides
- Brachiaria uzondoiensis
- Brachiaria whiteana
- Brachiaria villosa
- Brachiaria windersii
- Brachiaria wittei
- Brachiaria xantholeuca